# 賈姬·威佛
賈桂琳·露絲·“賈姬”·威佛（Jacqueline Ruth "Jacki" Weaver，1947年5月25日—），澳洲舞台劇、電影與電視劇女演員。她在《生存法則》中的演出讓她海外成名，並獲得第83屆奧斯卡金像獎最佳女配角獎提名。

## 生平
韋花出生於澳洲新南威爾斯州雪梨。父親亞瑟是名律師，母親伊迪絲（舊姓辛普森）是名北英格蘭移民。她就讀霍恩斯比女子中學。
她有過數段婚姻，包含導演理查·威瑞特與知名媒體人達林·辛區。育有一子狄倫。
韋花曾以電影《生存法則》獲得三項澳洲電影學院獎與一項國家評論協會獎。威佛也以此角獲得衛星獎最佳女配角獎。

## 腳註
1. ↑  Weaver, Jacki. . Allen & Unwin. 2007: 2–7. ISBN 1741750563.
2. ↑  Jacki Weaver. . Crows Nest, N.S.W.: Allen & Unwin. 2005  [2011-02-28]. ISBN 1-74114-618-6. （原始内容存档于2014-12-11）.
3. ↑  "Jacki Weaver actress" （页面存档备份，存于） by Jennie Curtin, The Age (11 April 1986)

## 外部連結
- Jacki Weaver[] at the National Film and Sound Archive
- See some of Jacki Weaver's performances on australianscreen online （页面存档备份，存于）
- 賈姬·威佛在互联网电影资料库（IMDb）上的資料（英文）